# Bató
A Bató Bizonytalan eredetű régi magyar név, ami lehet a Bata személynév származéka, amely esetleg a báty szóból ered, esetleg a bot szóval függ össze, de származhat a germán Botho, Bodo névből is. Ez utóbbinak a jelentése: parancsoló, úr.

## Gyakorisága
Az 1990-es években szórványosan fordult elő, a 2000-es években nem szerepel a 100 leggyakoribb férfinév között.

## Névnapok
- június 17.[2]
- július 31.[2]
- november 2.[2]